# Красноуфимская икона
Красноуфимская икона — ответвление старообрядческой школы иконописания Невьянска и его округи (Горнозаводской Урал), локализованное на территории Красноуфимского уезда Пермской губернии.

## История
В результате 20-летнего изучения Невьянской иконы, коллекционер и исследователь Евгений Ройзман выделил ответвление Невьянского иконописания локализованного бытования в Красноуфимске. Датированая икона — «Живоносный источник», 1835 год. Икона появилась в Красноуфимске в конце XVIII — начале XIX века. Точное происхождение неизвестно, но она быстро стала почитаемой в народе за многочисленные случаи исцелений и помощи в бедах. Изначально находилась в одном из храмов города (чаще всего упоминается Вознесенская церковь).